# Mali modrač
Mali modrač (znanstveno ime Orthetrum coerulescens) je vrsta raznokrilih kačjih pastirjev iz družine ploščcev, razširjena po večjem delu zahodne Palearktike.

## Opis
Odrasli dosežejo 36 do 46 mm v dolžino, od tega zadek 23–38 mm, zadnji krili pa merita 28–33 mm. Je razmeroma majhen predstavnik svojega rodu z vitkim zadkom, za katerega je značilno, da imajo samci po večjem delu zadka modrikast poprh, preostali del telesa pa je kovinsko bronaste barve brez poprha, torej so že na prvi pogled dvobarvni. Po tem jih je možno ločiti od večine ostalih modračev, vendar se na južnem delu območja razširjenosti pojavljajo tudi osebki s povsem modrim oprsjem, ki jih je težko ločiti predvsem od sinjega modrača. Od njih se razlikujejo po temnejši pterostigmi in dejstvu, da po glavi nikoli niso modri. Določanje samic in mladostnih samcev od daleč je zelo težavno, možno jih je zamenjati tudi s kamenjaki (rod Sympetrum).
Letajo v vsem toplem delu leta, od aprila do novembra. Med počivanjem običajno čepijo na obrežnem rastlinju, skoraj nikoli na tleh.

## Habitat in razširjenost
Mali modrač se razmnožuje v manjših vodotokih z največ zmerno poraščenostjo, pa tudi močvirjih, izvirih, umetnih jarkih in kotanjah v kamnolomih.
Razširjen je po večjem delu Evrope in Magrebu v Severni Afriki, proti vzhodu pa območje razširjenosti sega do Pakistana in Kašmirja. V Evropi se pogostost manjša proti severu. Opisani sta dve podvrsti, O. c. coerulescens in O. c. anceps, prva je razširjena po Zahodni Evropi, druga pa vzhodneje. Nekateri avtorji ju obravnavajo celo kot ločeni vrsti, vendar se njuni območji razširjenosti prekrivata na velikem območju Jugovzhodne Evrope, kjer se pojavljajo tudi osebki z vmesnimi značilnostmi, zato njun taksonomski status ni jasen. Kaže, da sta bili populaciji ločeni med pleistocenskimi poledenitvami, v holocenu pa sta se spet srečali in skrižali.
V Sloveniji so primarni habitat malega modrača izviri. Ličinke se razvijajo v plitvi vodi na bregovih izvirov, ne glede na poraščenost. Podobne razmere so tudi v melioracijskih kanalih, v katerih se uspešno razvijajo ličinke, zato ne velja za ogroženega.